# Simonyi Magda
Simonyi Magda (Pécs, 1908. – Budapest, 1987. február 18. előtt) magyar színésznő.  

## Élete
1945-ben „Hosszú 6 évi kényszerhallgatás után, újból játszik Simonyi Magda, Budapest legkedveltebb komikája, az ismert pécsi születésű színésznő. Első fellépte a Medgyasszay színpadon volt, ahol a „Válóok" című amerikai zenés vígjátékban. Dayka Margit, Szilágyi-Szabó Eszter és Bilicsi Tivadar mellett átütő és meleg sikert aratott.”
Játszott a budapesti József Attila Színházban, Kamara Varietéban és a Tarka Színpadon is.

## Színházi szerepei
A Színházi adattárban regisztrált bemutatóinak száma: 39.
- Franz és Paul von Schönthan–Szenes: A szabin nők elrablása (Retteginé, született Janáki Vilma)
- Abay–Halász–Viski: Csodaáruház (Keszegné)
- Mary Chase: Barátom, Harvey (Szobalány)

## Filmszerepek

### Játékfilmek
- Kertes házak utcája (1963)
- Bakaruhában (1957)
- Jól megjárta (rövidfilm) (1956)

### Tévéfilmek
- Csicsóka és a Moszkitók (1988)
- A költészet játékai – Karinthy Frigyes: „Így írtok ti” (Éva) (1976)
- 7 kérdés a szerelemről (1969) – és 3 alkérdés
- Az OP-ART kalap (1967)
- A nagy fény (1964)
- Nem értem a nőket… (1963) – Kabaréműsor a női lélek rejtelmeiről
- Rendszáma ismeretlen (1963) – Sarkadiné
- Mindenki ártatlan? (1962)
- A nagy ékszerész (1959) – Második nagynéni